# Fragmento de unión a antígeno

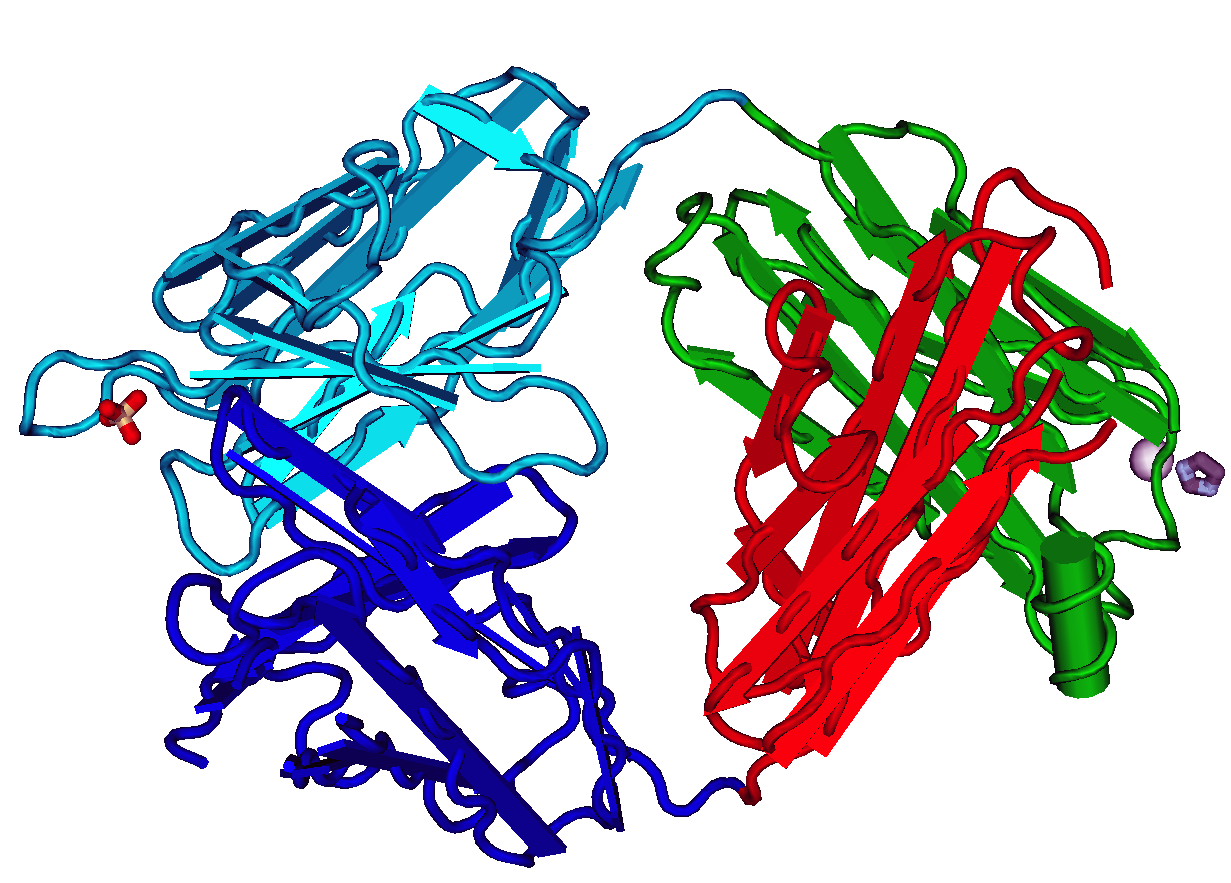
Estructura de un Fab con cadenas ligeras y pesadas.

El fragmento de unión a antígeno (Fab, del inglés Fragment antigen-binding) es una región en un anticuerpo que se une a los antígenos. Está compuesto por un dominio constante y uno variable de cada una de las cadenas de inmunidad pesada y ligera. El dominio variable contiene el parátopo (el sitio de unión al antígeno), que comprende un conjunto de regiones determinantes de complementariedad, en el extremo amino terminal del monómero. Cada brazo de la Y se une así a un epítopo en el antígeno. 

## Preparación
En un entorno experimental, los fragmentos Fc y Fab se pueden generar en el laboratorio. La enzima papaína se puede usar para escindir un monómero de inmunoglobulina en dos fragmentos Fab y un fragmento Fc. La enzima pepsina se escinde por debajo de la región bisagra, por lo que se forman un fragmento F(ab')2 y un fragmento pFc'. Recientemente, otra enzima para la generación de F(ab')2 ha estado disponible comercialmente. La enzima IdeS (enzima degradadora de inmunoglobulinas de Streptococcus pyogenes, nombre comercial FabRICATOR) escinde la IgG en una secuencia específica a pH neutro. El fragmento F(ab')2 se puede dividir en dos fragmentos Fab' por reducción suave. 

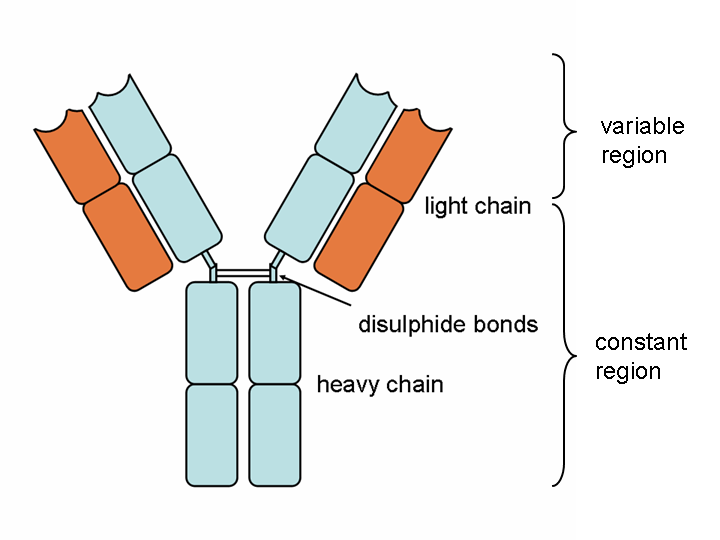
Cadenas pesadas y ligeras, regiones variables y constantes de un anticuerpo.
Un anticuerpo digerido por Papaína produce tres fragmentos: dos fragmentos Fab y un fragmento Fc
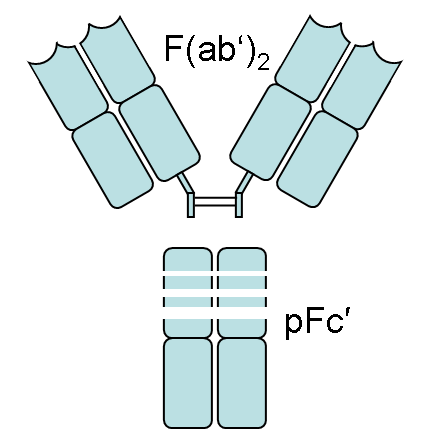
Un anticuerpo digerido por Pepsina produce dos fragmentos: un fragmento F(ab')2 y un fragmento pFc'

 Las regiones variables de las cadenas pesada y ligera se pueden fusionar para formar un fragmento variable de una sola cadena (scFv), que tiene solo la mitad del tamaño del fragmento Fab, pero conserva la especificidad original de la inmunoglobulina original.

## Aplicaciones
Los Fabs tienen un uso terapéutico en la medicina de emergencia como un antídoto. Las aplicaciones comercializadas incluyen Digoxin inmune fab y Crofab, una mezcla de Fabs para las mordeduras de serpiente de cascabel. También se han producido agentes contra la colchicina y antidepresivos tricíclicos, pero aún no se han aprobado.
Los Fab son un factor de forma común para los anticuerpos monoclonales designados para uso terapéutico. El abciximab Fab, que inhibe la coagulación sanguínea, funciona al deshabilitar la fuente de glicoproteína IIb/IIIa en las plaquetas. El ranibizumab, un tratamiento para la degeneración macular, se dirige al factor de crecimiento endotelial vascular A, una proteína involucrada en el crecimiento de los vasos sanguíneos. Certolizumab pegol es un Fab químicamente vinculado a PEG, y trata varios trastornos inflamatorios mediante la unión de TNFα. 
Los anticuerpos Fab también tienen uso diagnóstico. Arcitumomab es un anticuerpo de ratón que reconoce el antígeno carcinoembrionario, un antígeno sobreexpresado en el 95% de los cánceres colorrectales. Se conjuga con un elemento radioactivo, que marcará los tumores cuando se observan con tomografía computarizada de emisión de fotón único. Sulesomab, un antígeno que reconoce proteínas en la superficie de los granulocitos, se utiliza para marcar infecciones, nuevamente utilizando el isótopo 99mTc.